# ダウラ
ダウラ （Daoulas、ブルトン語:Daoulaz）は、フランス、ブルターニュ地域圏、フィニステール県のコミューン。

## 由来

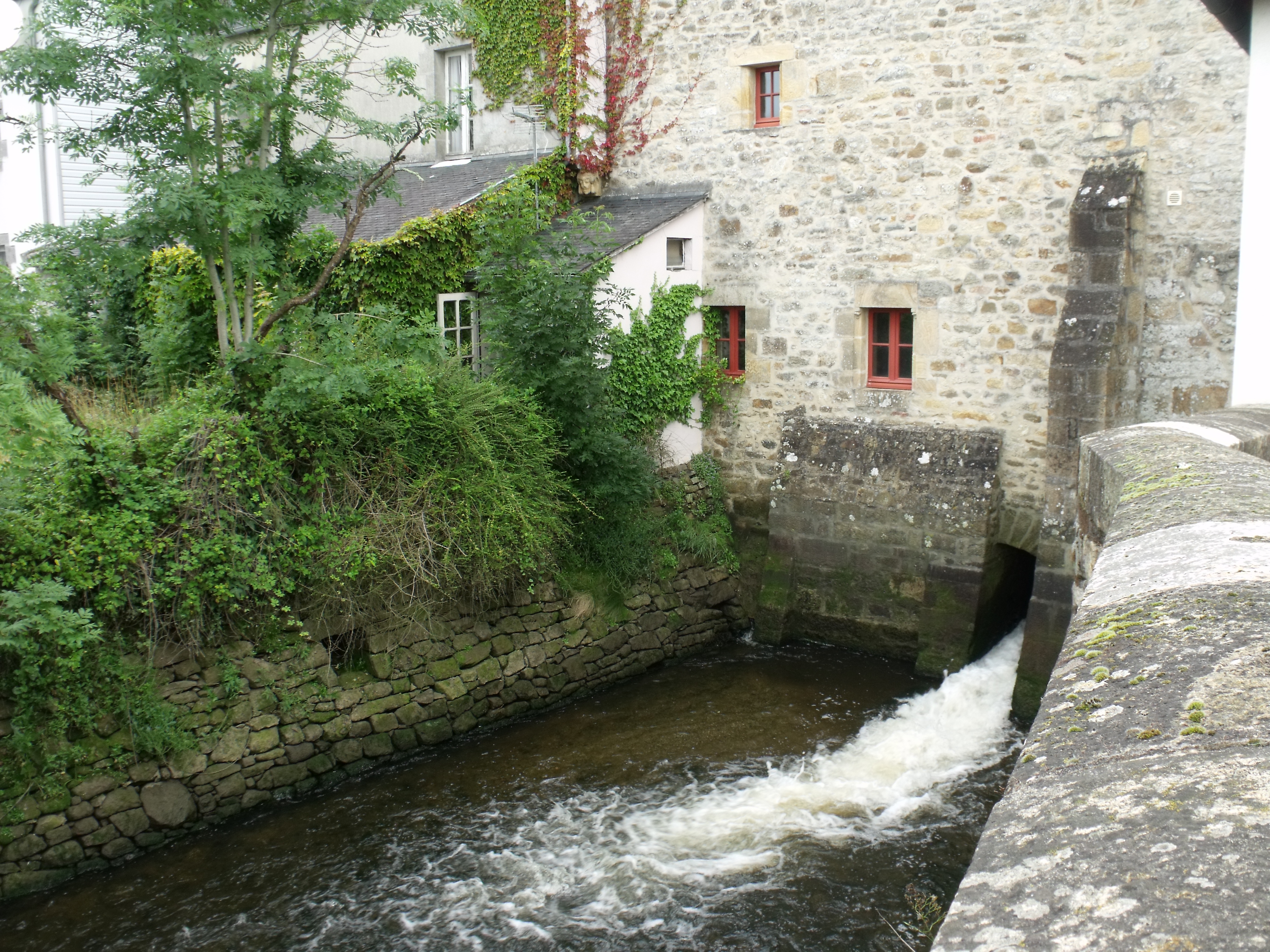
ミニョンヌ川

ダウラとは、ブルトン語で「2つの流れ」を意味するDaoulazに由来する。町にはミニョンヌ川とレジュザン川が交差する。
一部の学者は、ダウラスの名がウェールズにあるDaoulasを連想させると主張する。これはランデルノーの名がウェールズの北部海岸沿いの大きな村、Llandyrnogを連想させるのと同じである。そしてディリニオン（Dirinion）は「聖ノンヌの土地」（Terre de sainte Nonne）が由来であるという説には、古代にウェールズから6世紀頃のアルモリカへ移住が行われた痕跡を見ることができる。
地名についての民間伝承では、以下の説明がされている。ダウラはブルトン語のdaouとlazからなっている。daouは2、lazとは「殺された者」を意味する。これはタデックとジュデュリュスという、502年頃にフー領主に殺された修道士を指している。もっと散文的な説では、ダウラはdaou（2つの）、glaz（流れ）からなっているという。これは2つの川のうち1つの名前、ミニョンヌ川（20世紀からこの名称で呼ばれる）の古い名称である。
中世にラテン語で書かれた一部の文書では、地名はダオウラシウム（Daoulasium）と記されている。

## 地理

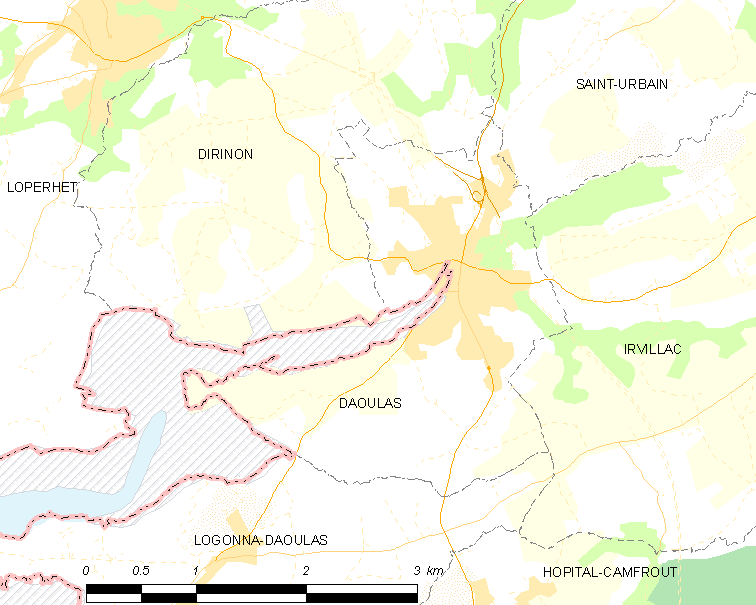
ダウラの位置

町は、ミニョンヌ川とレジュザン川の合流地点にある。さらに上流では、ケルダウラスのマノワールが谷を見下ろしている。町はブレスト停泊地の中程にあり、ダウラ河口の端にある。この河口は典型的なリアス式海岸で、航行の限界地点であり、潮の干満の影響を受けている。町はコルヌアイユ司教区の一部で、ブルトン語のコルヌアイユ方言が話されている（近くにあるコミューン、プルガステル＝ダウラではレオナール方言が話されている）。コルヌアイユ地方からレオン地方へと変わる位置にあり、町は正式にはレオン地方に含まれる。ブルトン語のことわざでは、『ル・フーとランデルノーの間は、レオンでもなければコルヌアイユでもない。』と言う。
地質学上では、ダウラは、ダウラ＝シザンと呼ばれるデボン紀の向斜に位置し、斑岩が優勢である（マグマから生じた半深成岩のケルサナイトも存在する）。ロゴナ＝ダウラの向斜は火成岩が優勢であり、ル・フーではケルサナイトが多く、ダウラとはいずれも異なる。一部の斑岩は水分の作用によって変化し、カオリナイトとなって、磁器産業が発展する後押しをした。しかし磁器産業は1890年代に消滅している。他の斑岩で変化が少なかったものは、ロゴナ石と呼ばれている。

## 歴史

### タデックとジュデュリュス
アルベール・ル・グランの聖人伝Vie de saint Jaouaや当時の他の文筆家の著作によれば、6世紀のル・フー領主は異教徒で、キリスト教会内で二重の罪を犯した。
兵士の一団を引き連れた領主は教会の扉を蹴破り、古代の神々の敵であるタデックを祭壇の上で殺害した。ランデヴェネックへ逃げたジュデュリュスは領主に首をはねられて殺された。ジャウアは幸運にも無傷でブラスパールへ帰還した。しかし神は領主に復讐した。恐ろしいドラゴンが現れ、ル・フーやその周辺を荒らし、領主は悪霊の餌食となった。レオン司教だったポル・オレリアンは彼の力で怪物を倒し、殺人者を癒した。領主は改心してキリスト教徒となり、聖人殺害の代価として、まさにジュデュリュスが殺害された場所にダウラ修道院を建立した。
聖ジャウアが修道院建設の責任者であったという。

### 古代
ル・フーとランデルノーの間には、カンペールとランデルノー間を通じるローマ街道が2つの経路に分かれていた。1つはイルヴィヤックとサンテュルバンに直接向かい、もう1つは弧状になってロピタル＝カンフルー、ダウラ、ディリニオンへ向かっていた。

### 中世

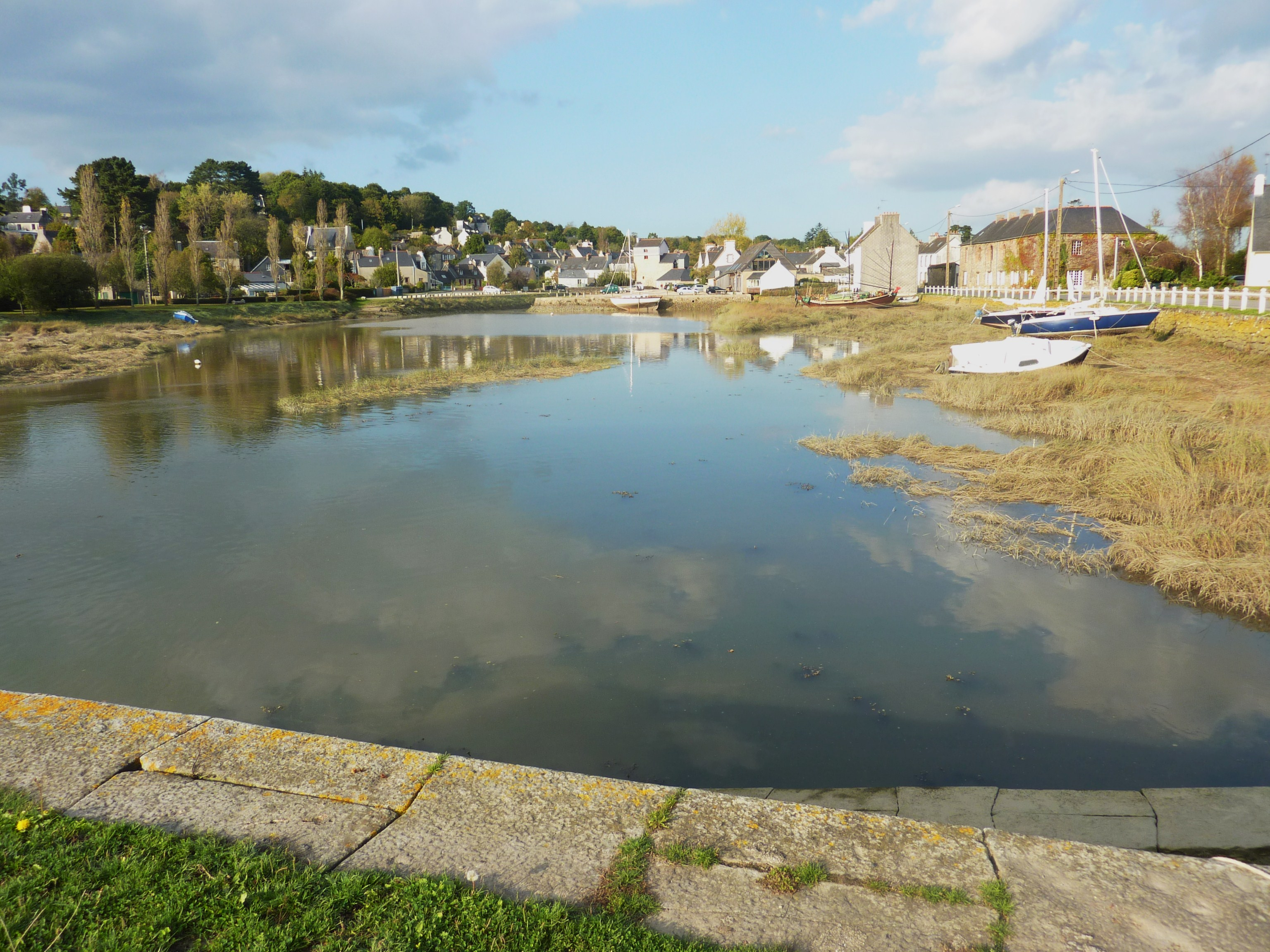
ダウラスの港

6世紀頃には簡素なモット・アンド・ベーリーがあるだけであったが、のちにカストゥルム（砦）になり、12世紀に修道院が建設されるとともに町へと成長していった。町は港と製粉所を中心として拡大した。町は最初ケルサナイトで作られた砲弾の輸出で知られ、その後15世紀にはダウラという名のアマ織物の輸出で知られるようになった。ウィリアム・シェイクスピアの「ヘンリー四世」では、Dowlasという織物の名が登場するが、品質の悪い織物として描かれている。
レオン子爵はダウラに城地（en）を12世紀から置いていた（1173年からカストゥルムの存在は証明されており、1472年にイングランド軍によって破壊されている）。
1163年、ル・フー伯リュランは、レオン子爵エルヴェ2世とその息子ギヨマール4世の2人を待ち伏せして捕らえ、シャトーランの砦に幽閉した。エルヴェ2世の次男でレオン司教のアモンは、同害報復のためブルターニュ公コナン4世に支援を依頼した。捕らえられたル・フー伯と彼の子供、そして弟はダウラの城に閉じ込められ、水も食べ物も与えられずに餓死させられた。
中世のダウラは、少なくとも都市に必要な条件を持ち合わせていた。多くの通りや住宅があり、政治的にも市民的にも必要な人口があった。
1441年8月16日と1443年7月3日の日付の2つの公文書によれば、ダウラ港に入ってくる積荷は、注文をした荷物の受取人がダウラ伯に対して半分分けしなければならないという、4年間の権利が延長された。

### 近世
1675年7月3日から4日、ダウラとランデルノーに印紙税一揆の波が達したことが知られている。
ダウラ教区の面積は小さかったため、アマに関する産業は重要ではなくなっていた。それでも18世紀半ばには、18の織り機のみがあったことが確認されている。

### 19世紀と20世紀

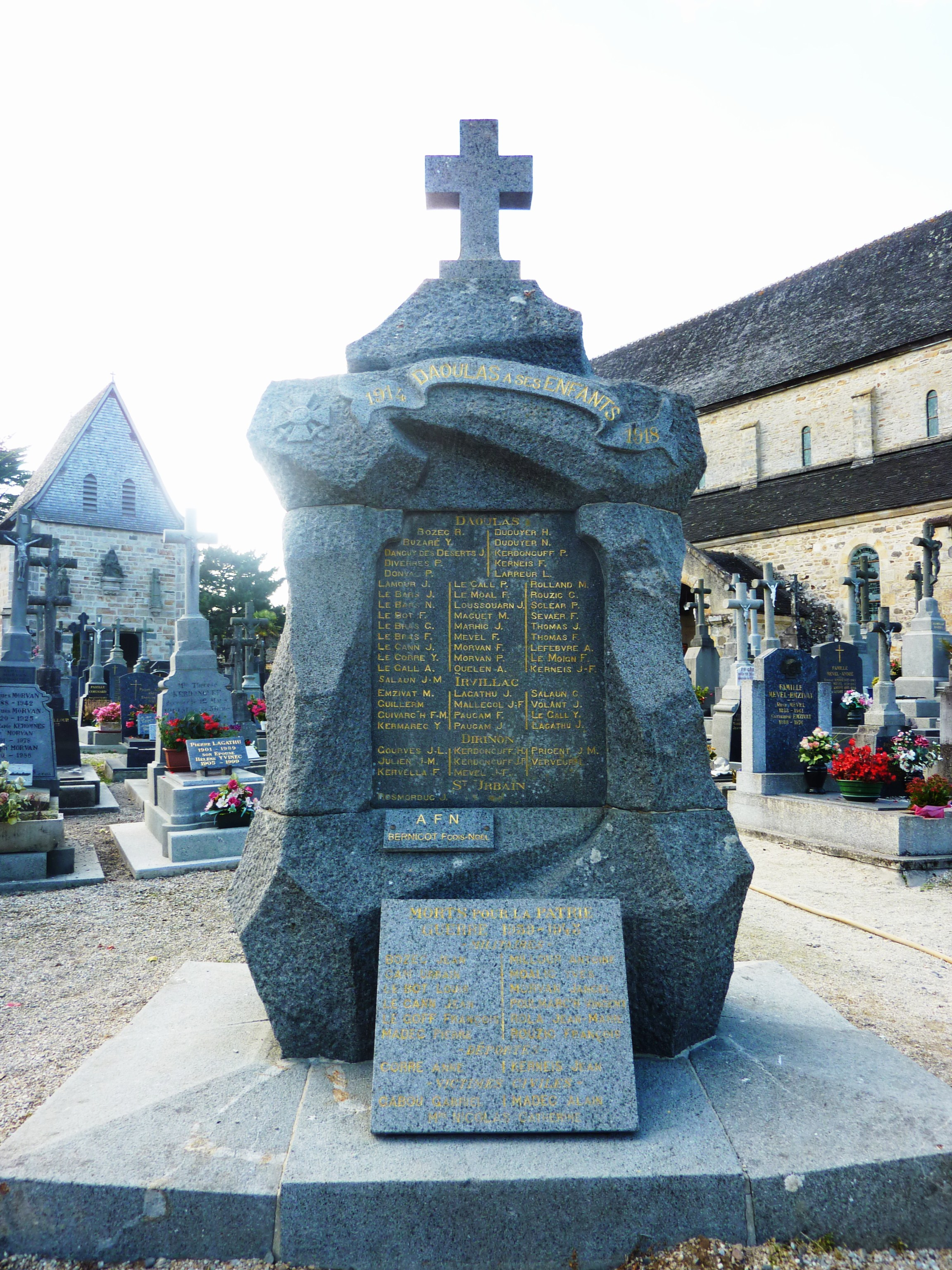
戦死者の記念碑

1820年の少し前、ダウラに学校が開校した。1858年8月12日、皇帝ナポレオン3世と皇后ウジェニーがダウラを通過した。
1861年、フィニステール県議会は、かつて毎週水曜日に行われていたダウラの市場の復活を承認した。1865年から1866年にかけて流行したコレラで、ダウラでは2人が死亡した。
19世紀、地元経済は磁器工場の設置（1897年廃業）と、缶詰製造とともに、パリ・オルレアン鉄道会社によるブレスト＝カンペール路線の開通で成長していた。
ダウラの記念門には、77人のフランスに命を捧げた者（fr）の名が刻まれている。そのうち第一次世界大戦の戦死者は60人、16人が第二次世界大戦の戦死者、1人はフランス領北アフリカでの戦死者である。

## 人口統計
| 1962年 | 1968年 | 1975年 | 1982年 | 1990年 | 1999年 | 2006年 | 2010年 |
| ------ | ------ | ------ | ------ | ------ | ------ | ------ | ------ |
| 1117   | 1022   | 1046   | 1401   | 1640   | 1794   | 1743   | 1782   |

参照元:1999年までEHESS、2000年以降INSEE

## ブルトン語
2007年の新学期時点で、コミューンの児童の8.1%が二言語教育の小学校に在籍していた。

## 史跡
- ノートルダム・ド・ダウラ修道院と付属庭園 - 現在はフィニステール県の所有となっている。ノートルダム・デ・フォンテーヌの泉は、原罪を意味するリンゴを手にした聖母子像を持つ[18]。この場所はおそらく古代の異教の礼拝の場所であった。泉に3つの水源があるのは、聖なる三位一体を彷彿とさせる。
- ノートルダム・デ・フォンテーヌ礼拝堂 - 1638年から存在が記されている、簡素な納骨堂を備える。
- ノートルダム教区教会 - かつての修道院付属教会であった時代のアーケードが残る。
- サンタンヌ礼拝堂 - 1429年からあり、現在の建物は1667年に再建されたもの。元々はラテン十字型の建物であったが、交差廊が19世紀半ばに取り除かれた。
- ケリジットのマノワール

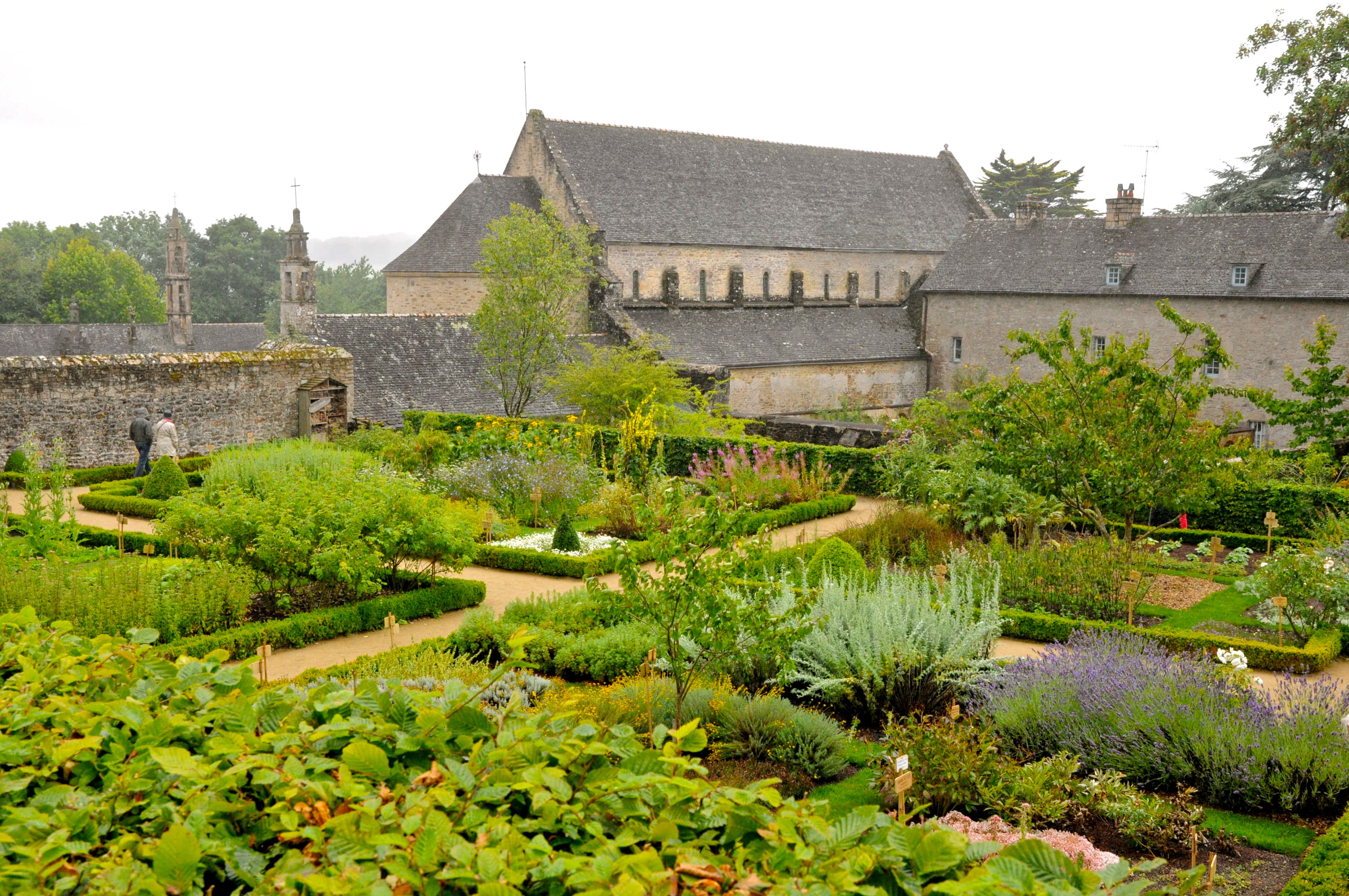
修道院と庭園
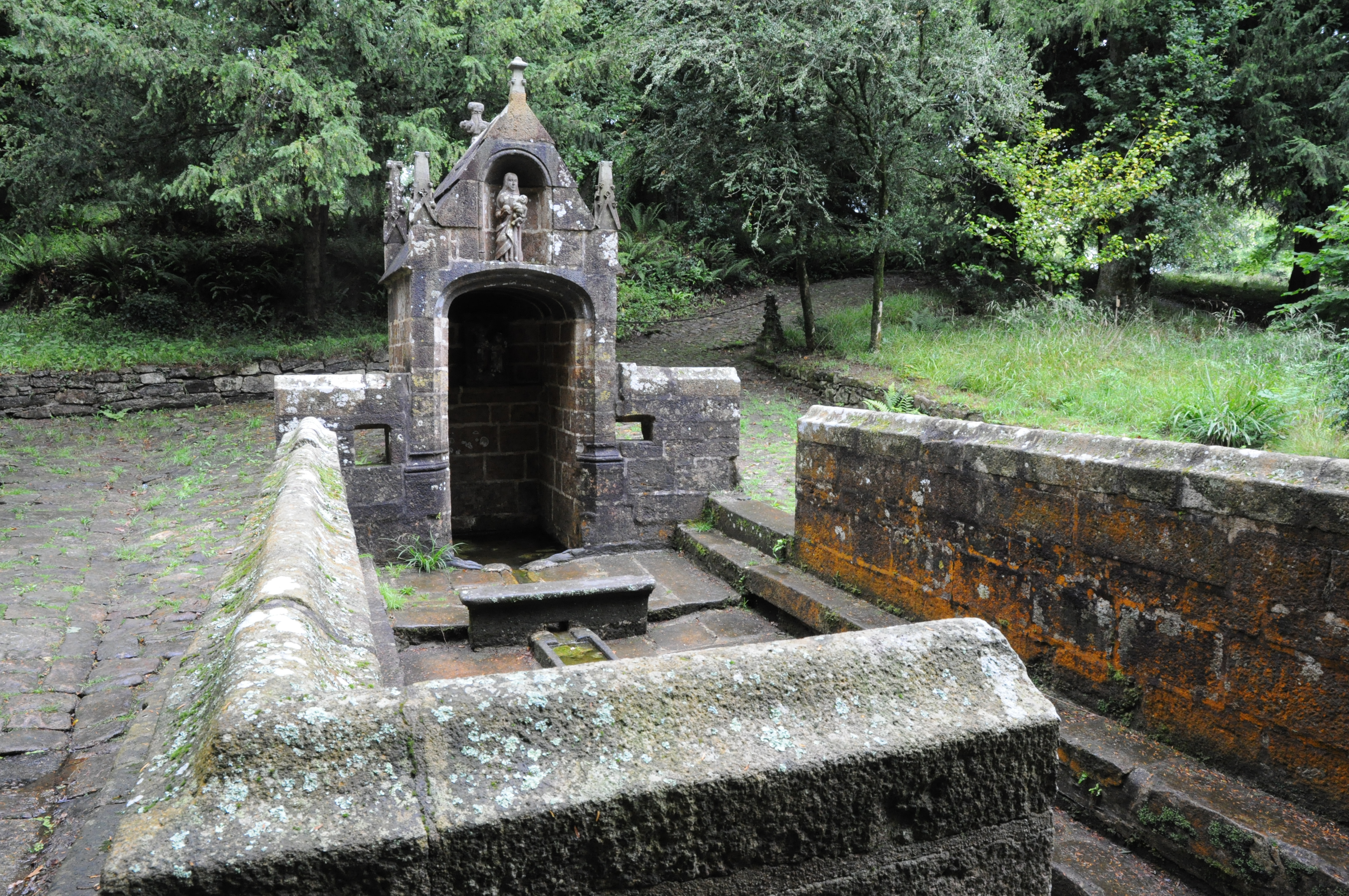
ノートルダム・デ・フォンテーヌの泉
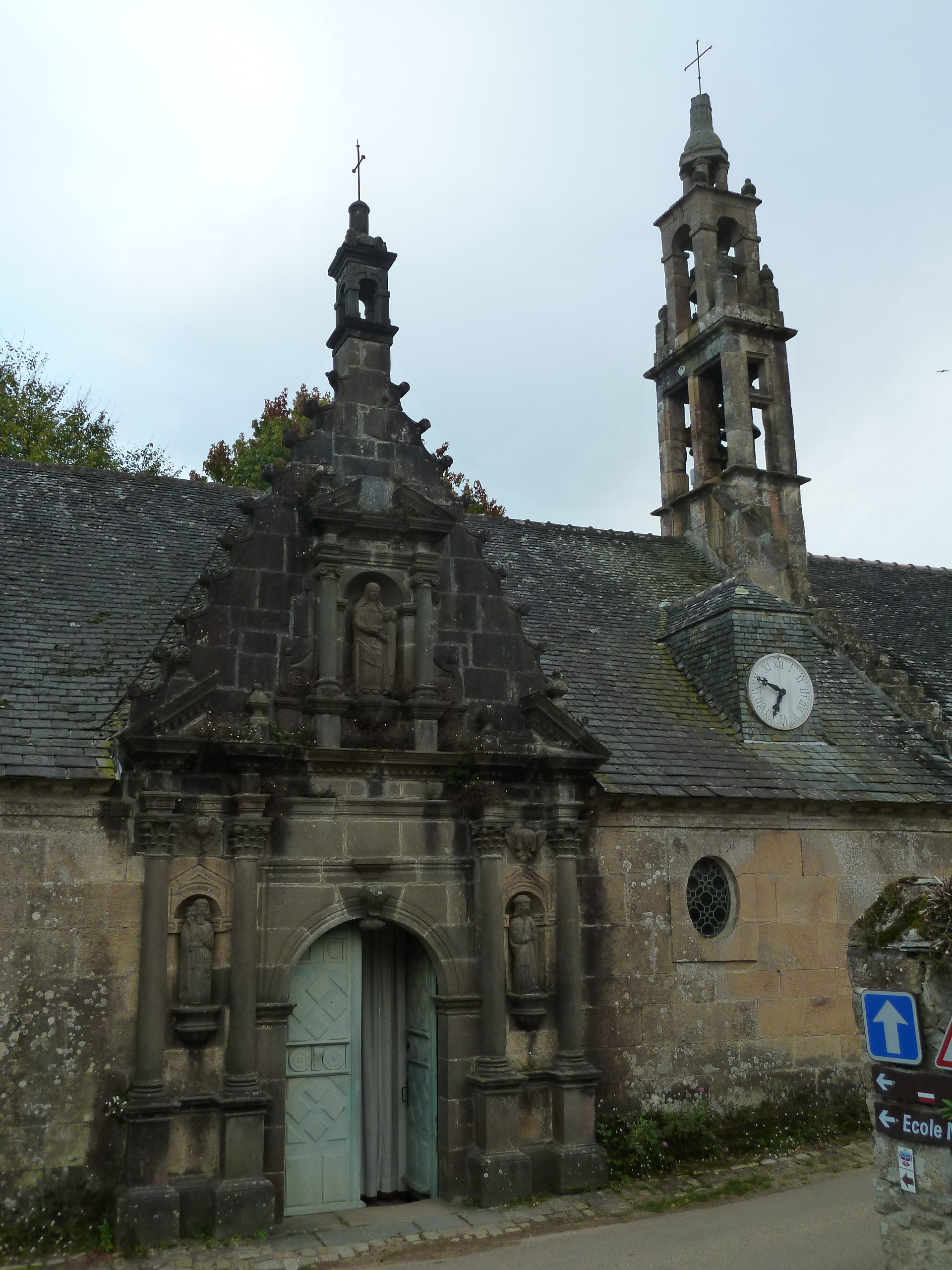
サンタンヌ礼拝堂
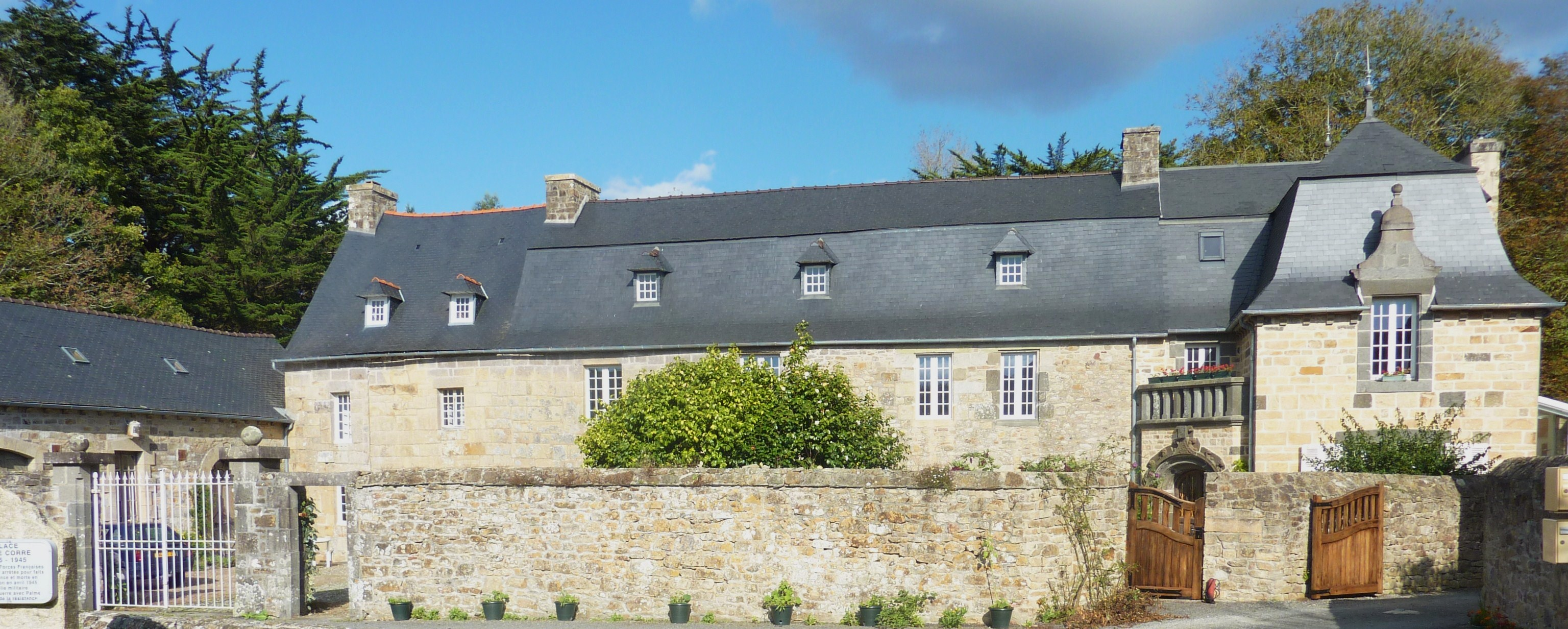
ケリジットのマノワール